# Оберндорф-бай-Шваненштадт
Оберндорф-бай-Шваненштадт (нем. Oberndorf bei Schwanenstadt) — коммуна (нем. Gemeinde) в Австрии, в федеральной земле Верхняя Австрия. 
Входит в состав округа Фёклабрук.  Население составляет 1410 человек (на 31 декабря 2005 года). Занимает площадь 6 км². Официальный код  —  41720.

## Политическая ситуация
Бургомистр коммуны — Руперт Имлингер (АНП) по результатам выборов 2003 года.
Совет представителей коммуны (нем. Gemeinderat) состоит из 19 мест.
- АНП занимает 9 мест.
- СДПА занимает 7 мест.
- АПС занимает 3 места.